# Nikolaevo (Gabrovo)
Nikolaevo es un pueblo en el norte de Bulgaria. Se encuentra en el municipio de Tryavna, provincia de Gabrovo.

## Geografía
El pueblo de Nikolaevo está ubicado en una zona montañosa en la carretera principal entre Tryavna y Gabrovo. Tres de los antiguos caminos (actualmente senderos) que conectan el norte y el sur de Bulgaria se cruzan en Nikolaevo. A 20 km al suroeste de la cresta de Stara Planina (unos 100 m sobre el pueblo) se encuentra el pico Shipka. Los ancianos cuentan cómo sus abuelos caminaban a la escuela en Bozhentsi por un camino directo desde el área de Sechen Kamak.

## Historia
Nikolaevo adquirió su nombre actual después de la Liberación de Bulgaria de 1878. Durante el Imperio otomano, el pueblo se llamó Dupinite durante mucho tiempo.

## Hitos culturales y naturales
Nikolaevo es conocido por las compañías de bandidos que han estado activas en esta área. Hoy el pueblo no tiene escuela, iglesia o incluso tienda. Aún se conserva la casa donde se alojaba Vasil Levski para descansar y reunirse con los revolucionarios durante sus largos viajes por el país. Se conoce el manantial curativo entre los dos olmos altos al final del pueblo, que se dice que promueve la fertilidad, los problemas renales y otras enfermedades.